# Čačak
Čačak (cyr. Чачак) – miasto w Serbii, stolica okręgu morawickiego i siedziba miasta Čačak. Leży nad Zachodnią Morawą. W 2011 roku liczyło 73 331 mieszkańców.

## Geografia
W geograficznym ujęciu, Čačak znajduje się na styku Szumadii i wewnętrznych Gór Dynarskich. Gmina obejmuje powierzchnię 636 km² – w dopływie Zachodniej Morawy.

## Gospodarka
Rozwinięty przemysł spożywczy, papierniczy, materiałów budowlanych oraz metalowy. W mieście znajduje się port lotniczy Čačak-Preljina.

## Demografia
W roku 2003 Čačak liczył 73 400 mieszkańców, natomiast według danych z 2011 liczył 73 331 mieszkańców.

## Historia
Najstarsza odkryte archeologiczne znalezisko w tej okolica, która mówi o istnieniu ludzkich osiedli w okresie neolitu i młodszej epoki kamienia (od 5500 do 3200 p.n.e.). Wiadomo, że podczas epoki brązu te okolice również były zamieszkane, świadczą o tym odkryte kopce z tego okresu. W Atenicy znaleziono grób księżniczki zawierający złoto i srebro datowany na 500 lat p.n.e.

### Starożytność
Następny wielki historyczny okres odpowiada czasom rzymskiej dominacji w tym rejonie. Na obszarze Čačka odkryte są liczne gospodarstwa. Na podstawie znalezisk (ceramika, metal) należy sądzić, że antyczna kultura była obecna od I wieku do początku V wieku naszej ery, kiedy terytorium Čačka należało do rzymskiej prowincji Dalmacji.
W samym centrum miasta zachowane są termy z II i IV wieku naszej ery. Po wielkiej migracji ludności po upadku zachodniego Cesarstwa Rzymskiego dopiero w VI wieku na wzgórzach w okolicy Čačka zostaje zbudowana twierdza dzisiaj nazywana Gradina, która zostaje administracyjnym i religijnym centrum regionu.

### Średniowiecze
Najstarsze potwierdzone ślady bytności Serbów na tym obszarze, którzy na Bałkany dotarli w czasach bizantyjskiego cesarza Herakliusza (610-641), odkryte są w lokalizacji „Kulina”, które są datowane na X-XI wiek.
Za czasów Stefana Nemanji w latach 1168–1189 Čačak znajdował się pod władzą jego brata Stanimira. W tym okresie powstał monastyr Morawski Gradac – późniejsza siedziba episkopatu i metropolia. 18 grudnia 1408 pojawił się Čačak pod dzisiejszą nazwą w urzędowym spisie.

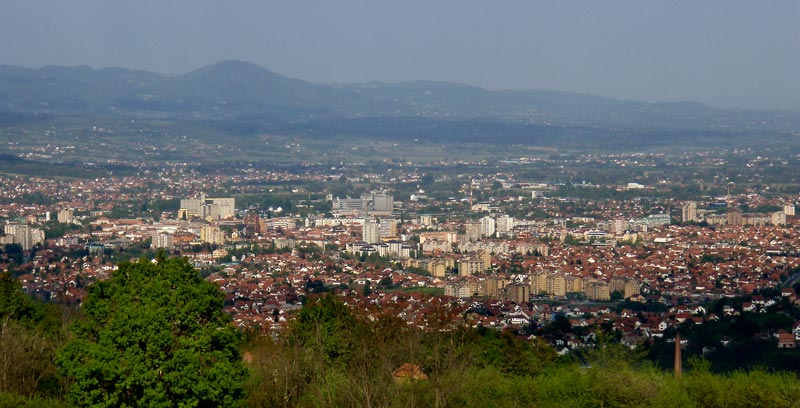
Panorama miasta

## Współpraca
- Żarki, Polska
- Ruza, Rosja
- Soczi, Rosja
- Valašské Meziříčí, Czechy
- Bratunac, Bośnia i Hercegowina
- Thonon-les-Bains, Francja
- Brezno, Słowacja
- Turčianske Teplice, Słowacja
- Filippoi, Grecja
- Katerini, Grecja
- Han Pijesak, Bośnia i Hercegowina